# Glicerol
El glicerol és un compost orgànic també anomenat glicerina. És un líquid viscós, incolor i inodor que s'utilitza àmpliament en fórmules farmacèutiques. Té tres grups hidroxil hirofílics que són els responsables de la seva solubilitat en l'aigua i de la seva natura higroscòpica. La subestructura de glicerol és un component central de diversos lípids. Té un gust dolç i baixa toxicitat.

## Síntesi i producció
El glicerol forma l'estructura central dels triacilglicèrids i es pot produir per la saponificació de greixos animals. També és un subproducte de la producció del biodièsel via transesterificació. Aproximadament es produeixen 950.000 tones per any als EUA i Europa, però la producció augmentarà quan el decret 2003/30/EC de la Unió Europea es posi en funcionament, ja que requereix el reemplaçament del 5,75% dels combustibles derivats del petroli per biocarburants a tots els països membres de la unió el 2010.

## Indústria alimentària
S'utilitza com a humectant, solvent i dulcificant, i fins i tot, es pot utilitzar com a conservant. També s'utilitza com a farciment en productes comercials baixos en greixos, i com a agent espessidor en licors. El glicerol i l'aigua s'utilitzen per a conservar certs tipus de fulles. Quant a un substitut del sucre, té aproximadament 27 calories per cada cullerada i és un 60% tan dolç com la sucrosa. Tot i que té la mateixa energia que el sucre, no n'eleva els nivells en sang, i tampoc alimenta els bacteris que formen plaques i causen caries. Com a additiu, el glicerol és anomenat E422. Un altre ús és la manufactura de mono i diglicèrids que s'utilitzen com a emulsionadors, així com poliglicerol per a les mantegues i margarines.

## Categorització
El glicerol és actualment categoritzat per l'Associació Dietètica Americana com un carbohidrat. La descripció de U.S. FDA de carbohidrat inclou tots els macronutrients calòrics menys les proteïnes i greixos. La glicerina té una densitat calòrica similar a la del sucre, però un índex glucèmic més baix i diferent rutes metabòliques en el cos, així que alguns dietistes accepten la glicerina com un endolcidor compatible amb les dietes baixes en carbohidrats.

## Química orgànica
En la síntesi orgànica, el glicerol s'utilitza com un component proquiral fàcilment disponible. Fins i tot si el glicerol no té substitucions, és simètric i els carbonis 1 i 3 són intercanviables, si un d'ells forma un éster o un enllaç éter, ja no es poden intercanviar. La formació de més enllaços i la lisi pot portar a productes que solament substitueixen el carboni 3. Degut a aquestes circumstàncies, per a mantenir tant la plena descripció com les normes d'enumeració de la química, els carbonis són anomenats sn-1, sn-2 i sn-3 (de l'anglès "sterospecifical numbering")

## Propietats físiques
Com també passa amb l'etilè i el propilè, el glicerol dissolt en aigua desfà els ponts d'hidrogen que lliguen les diverses molècules d'aigua i evita que la barreja formi una estructura cristal·lina estable llevat que la temperatura sigui significativament baixa. La mínima temperatura de congelació és de l'ordre de -36 °F / -37.8 °C, que correspon a un 60-70% de glicerol en aigua, com es mostra en la següent taula. Per tant, el glicerol té propietats anticongelants.
| Contingut de glicerol | Punt de congelació | Punt de congelació |
| (wt. %)               | (°F)               | (°C)               |
| --------------------- | ------------------ | ------------------ |
| 0                     | 32.0               | 0                  |
| 10                    | 29.1               | -1.6               |
| 20                    | 23.4               | -4.8               |
| 30                    | 14.9               | -9.5               |
| 40                    | 4.3                | -15.4              |
| 50                    | -7.4               | -21.9              |
| 60                    | -28.5              | -33.6              |
| 70                    | -36.0              | -37.8              |
| 80                    | -2.3               | -19.1              |
| 90                    | 29.1               | -1.6               |
| 100                   | 62.6               | 17.0               |

Tanmateix, el glicerol és més difícil de manipular en forma pura degut a la seva elevada viscositat. El glicerol es comporta com un xarop, no pas degut al seu relativament alt pes molecular, sinó per la unió dels hidrògens, ja que en pot formar 3, fent-lo resistent a fluir.
| Temperatura | Temperatura | Viscositat |
| (°F)        | (°C)        | (cP)       |
| ----------- | ----------- | ---------- |
| 25.7        | -3.5        | 8600       |
| 29.3        | -1.5        | 7300       |
| 34.6        | 1.4         | 6660       |
| 41.4        | 5.2         | 6040       |
| 57.8        | 14.3        | 4520       |
| 66.8        | 19.3        | 4100       |
| 72.3        | 22.4        | 4100       |
| 75.3        | 24.1        | 4080       |

## Espumes i polímers
El glicerol és una de les matèries primeres principals per a la fabricació d'espumes flexibles basades en el poliol, i en menor mesura, per a espumes rígides de poliuretà.

## Nitroglicerina
El glicerol s'utilitza per a produir nitroglicerina, o 1,2,3-trinitropropà (GNT, glicerol-trinitrate), és un component essencial de la pólvora i diversos explosius com la dinamita, la gelignita i propulsors com la cordita.

## Usos en laboratoris d'investigació
És un component comú en els solvents per a agents enzimàtics emmagatzemats a temperatures inferiors als 0 graus Celsius degut a la disminució de la temperatura de congelació en les solucions amb una alta concentració de glicerol. També es dissol en aigua per reduir el dany produït pels cristalls de gel en els organismes emmagatzemats en solucions congelades, com ara bacteris, nematodes i mosques de la fruita. En electroforesis, les mostres són carregades en un gel d'agar barrejat amb buffers que bàsicament consisteixen en glicerol. Quan les mostres són injectades als pouets, el glicerol causa que la solució s'enfonsi a través cap al fons del pou. També s'utilitza per als fabricants de membranes de diàlisi.

## Usos farmacèutics i de cura personal
S'utilitza en preparacions mèdiques i farmacèutiques, bàsicament com a manera per a incrementar la suavitat, aportant lubricació i com a humectant. Es troba en xarops per la tos, pasta de dents, espuma d'afaitar, productes per la pell, pel cabell....
Utilitzat com a laxant quan s'introdueix en el recte en formes de petits volums o supositoris irrita la mucosa i indueix un efecte hiperosmòtic. També és un component del sabó de glicerol, que s'utilitza per a les persones amb pell molt sensible i fàcilment irritable perquè preveu que la pell s'assequi degut a les seves propietats humidificants (extrau humitat cap a fora de la pell i alenteix l'excessiva deshidratació i evaporació). El glicerol pur o quasi pur és efectiu en el tractament per a cremades, mossegades, talls, rascades, durícies... Pot ser utilitzat oralment per a eliminar halitosis, ja que és un desencant en contacte amb els bacteris. La mateixa propietat s'utilitza per a malalties periodontals, ja que penetra ràpidament el biofilm i elimina les colònies bacterianes.

## Usos químics i energètics alternatius
Una gran part de la investigació està destinada a intentar fer productes de valor afegit a partir del glicerol cru (que normalment conté un 20% d'aigua i un residu catalitzador de l'esterificació) obtingut de la producció de biodièsel, com una alternativa a la incineració: 
- Producció de gas hidrogen[3]

- Acetat de glicerina (com a un additiu de carburant)[4]

- Conversió a propilè glicol[5]

- Conversió a acroleïna[6][7]

- Conversió a etanol[8]

- Conversió a epiclorohidrina[9]

## Metabolisme
El glicerol és un precursor per a la síntesi de triacilglicerols i fosfolípids en el fetge i el teixit adipós. Quan el cos utilitza les reserves de greix acumulades, el glicerol i els àcids grassos són alliberats al torrent sanguini. El glicerol pot ser convertit a glucosa pel fetge i subministra energia per al metabolisme cel·lular. Abans que el glicerol pugui entrar la ruta de la glicòlisi o gluconeogènesi (depenent de les condicions fisiològiques), ha de ser convertit a l'intermediari gliceraldehid-3-fosfat amb els següents passos:
L'enzim glicerol-cinasa és present únicament en el fetge. En el teixit adipós, el glicerol-3-fosfat s'obté de la dihidroxiacetona fosfat (DHAP) amb l'enzim glicerol-3-fosfat deshidrogenasa.